# 73819 Isaootuki
73819 Isaootuki este un asteroid din centura principală de asteroizi.

## Descriere
73819 Isaootuki este un asteroid din centura principală de asteroizi. A fost descoperit pe 16 noiembrie 1995 la Nanyo de Tomimaru Okuni. Asteroidul prezintă o orbită caracterizată de o semiaxă mare de 2,40 ua, o excentricitate de 0,15 și o înclinație de 3,0° în raport cu ecliptica.